# La Beuze
Pour l’article ayant un titre homophone, voir Buzz.
Pour plus de détails, voir Fiche technique et Distribution.
La Beuze est un film français réalisé par François Desagnat et Thomas Sorriaux, sorti en 2003.

## Synopsis
Alphonse et Scotch, deux amis depuis toujours, découvrent un stock de cannabis ayant appartenu aux nazis pour faire des expérimentations sur les humains. Traqués par la section des stups de la police française et le fils d'un ex-nazi à la recherche de la beuze, ils vont tenter de faire un business avec leur herbe de superbe qualité.

## Fiche technique
- Titre : La Beuze
- Réalisation : François Desagnat et Thomas Sorriaux
- Scénario :  Philippe de Chauveron et Guy Laurent
- Collaboration : Juliette Arnaud
- Directeur de la photographie : Vincent Mathias
- Montage : Marco Cavé
- Musique : Alexandre Azaria
- Producteur : Abel Nahmias
- Production : Canal+ • M6 Films
- Distribution : Pathé Distribution
- Pays de production :  France
- Genre : comédie
- Budget : 5 270 000 €
- Durée : 90 minutes
- Date de sortie : 5 février 2003 (France)

## Distribution
- Michaël Youn : Alphonse Brown
- Vincent Desagnat : Scotch Bitman
- Zoé Félix : Dina
- Kad Merad : le directeur de Pacific Recordings
- Alex Descas : Shaft
- Ginette Garcin : Madame Batin
- Kool Shen : Lord Fatal
- Lionel Abelanski : inspecteur Perez
- Maka Sidibé : Dave
- Gad Elmaleh : le spécialiste des Stups
- Hans Meyer : l'ex-SS
- Laurent Pons : V.R
- Omar Sy : Michel Dembélé, le voisin
- Benjamin Morgaine : le DJ du bar de la plage
- Jean-François Gallotte : Marceau
- Tefa : Julius
- Noémie Elbaz : l'étudiante du campus
- Catherine Benguigui : la directrice artistique
- Éric Théobald : le réceptionniste du Hilton
- Frédérique Bel : la fille de la pub Yop
- Jérôme Blanchard : la doublure du patineur
- Éric Laugérias : commentateur des images d'archives (voix)
- Nelson Monfort : commentateur du patinage (voix)
- Michel Elias : le perroquet (voix)

## Accueil critique
Succès au Box Office avec 2 millions d'entrées, le film reçoit à sa sortie un accueil critique mitigé, Allociné lui accorde une note de 2,7/5 de critiques presse.
Le film est ensuite dénigré par les internautes et se retrouve dans la liste des pires films de tous les temps sur Allociné, avec une note moyenne de 1,3/5 attribuée par les spectateurs.

## Musique
La chanson Le Frunkp, issue du film, est sortie en single en Belgique et en France.

## Autour du film
Le film est une parodie de plusieurs films américains :
- La scène de la tronçonneuse et de la baignoire est une référence au film Scarface de Brian De Palma.
- Les scènes où Vincent Desagnat renverse des poubelles en garant sa voiture sont des clins d'œil au film Y a-t-il un flic pour sauver la reine ?.
- Tout au long du film, certaines situations sont directement inspirées du film The Blues Brothers réalisé par John Landis :
  - À la manière des frères Blues, Scotch et Alphonse s'embrassent comme des frères à la sortie de la prison ;
  - Tandis que la Cadillac des Blues Brothers a été remplacée par une vieille voiture de police, la voiture d'Alphonse a été remplacée par un corbillard à la suite d'une collision avec un platane ;
  - La révélation de Jake Blues à l'église de Triple Rock ressemble à celle d'Alphonse lorsqu'il décide de se lancer dans la musique.
  - On notera également leur tendance à se faire des ennemis dans la police, dans les gangs et chez les nazis tout au long du film.
- La scène ou Alphonse fait goûter la mongolienne au « goûteur » de Lord Fatal est un clin d’œil à Astérix et Obélix : Mission Cléopâtre d'ailleurs le goûteur s'appelle lui aussi Julius.
- Au moment où Alphonse et Bitman sont dans la voiture, ils entendent une chanson intitulée Un bon son brut pour les normands qui est clairement une référence au groupe de rap français IAM et le morceau Un bon son brut pour les truands.